# Schloss Prauß

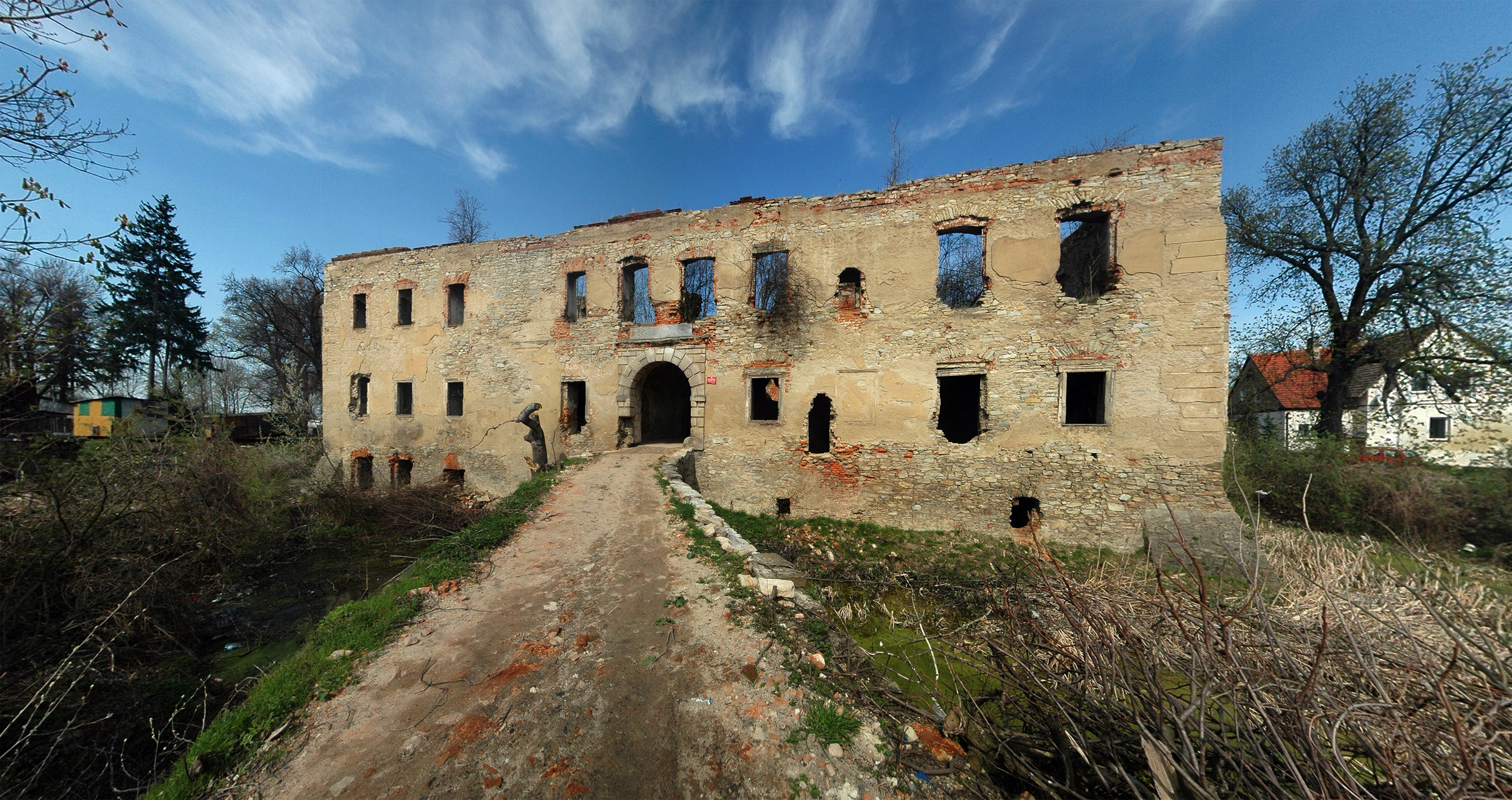
Schloss Prauß

Schloss Prauß (polnisch Dwór w Prusach) ist ein ruinöses Schloss im heute polnischen Prusy (Prauß), im ehemaligen deutschen Landkreis Strehlen.

## Geschichte
Der Ort war lange in Besitz der von Borschnitz, deren Grabsteine sich in der Kirche St. Leonardi im Ort befinden. Die Burg war ursprünglich eine Wasserburg der Renaissance, die auf einer künstlichen Insel errichtet war. Das Gut wurde in der zweiten Hälfte des 17. Jahrhunderts und in den Jahren 1708 und 1718 erweitert. Nach dem Brand von 1772 wurde die Residenz im Stil des Spätbarocks wieder aufgebaut. Als Lehen des Herzogtum Brieg wurde das Gut 1672 an Wilhelm Wenzel von Lilgenau gegeben, der 1693 hier eine Fideikommiss errichtete. Durch Heirat gelangte der Besitz 1711 an die Zierotin.

## Bauwerk
Das Gebäude aus Stein und Ziegeln bestand aus vier rechteckigen Flügeln, die um einen Innenhof angeordnet waren. Die Flügel waren unterkellert, zweigeschossig, und von Walmdächern mit Dachgauben gedeckt. Die elfachsige Fassade mit dem Haupteingang ziert ein rustiziertes Portal von 1608, darüber befindet sich eine Tafel von 1778. Heute stehen noch die Außenmauern des Schlosses, auch einige Gewölbe sind erhalten.

## Nachweise
1. ↑   Prusy. Abgerufen am 5. August 2021 (polnisch).
2. ↑  Andreas von Klewitz: Schlösser und Herrenhäuser im niederschlesischen Kreis Strehlen/Strzelin: ein gefährdetes europäisches Kulturerbe. C.A. Starke, 2002, S. 71.

Koordinaten: 50° 45′ 29,7″ N, 16° 55′ 53,4″ O